# 土客冲突
土客冲突，又叫土客械斗，泛指明、清时期華南各省原居民与外來移民之間的紛爭，發生衝突的族裔在不同地區各有差異，例如廣西壮族與使用西南官話的移民間的糾紛，廣東廣府人與粵西移民的衝突等。清中葉後由於社會動盪，這類紛爭經常惡化為激烈的武裝衝突，如蘇北湖團案、四邑土客械斗等。

## 衝突地區與成因
土客冲突曾发生於江蘇、江西、湖南、广东、广西、福建、台灣各地，从明朝中葉到清末均有案例，但多数大規模冲突集中发生在清末（十九世纪後半）。
對於土客衝突的成因，研究者普遍接受其源于對生存资源的争夺，而械斗即為乡村争夺资源的一个极端形式。此外，官府的挑动、地主土地制度的限制等，也是土客衝突發生的重要原因。在清朝後期，太平天國之亂席捲中國南方，大量流民逃往他鄉，各地人民生活愈發困苦，惡化的政經情勢成為大規模衝突發生的土壤。

## 四邑地区土客械斗
清末广东多地都曾爆发过土客械斗，其中尤以四邑地区（今江門市）廣府人與客家人一系列衝突的死傷最为惨烈。明清年间，来自粤东地区的客家人涌入珠江三角洲，身為貿易重鎮的四邑地區也吸引了大批移居者。初期移民與當地住民尚能相安无事，但随着越来越多移民涌入，双方开始发生不同规模的衝突。至咸丰、同治年间，由於清廷开放五口通商，廣州失去了唯一對外貿易港的地位，經濟、就業情勢的嚴峻使不同族裔之間矛盾陡增。最终於1856年前後，雙方爆发了大規模的武裝衝突。
此次械鬥持續時間長達十餘年，期間雙方互有勝負。客家方的鄉勇扼踞山地险要，依靠土楼等设施進行防禦。广府方的鄉紳则倚仗著商業上的资源招兵買馬，並頻繁上訴對官府施壓。最終在清廷的介入下客家人接受招撫，大部分被迫遷回粤东程乡县（今梅州梅縣區）和嘉应州一帶的原居地。
五邑大學張國雄教授指出，土客大械鬥平息後，兩個族群都死傷忱籍，五邑地區民生凋蔽，大批鄉民被迫遠適東南亞諸國，北美洲諸國及南美洲諸國謀生及定居。

## 影响

### 客家称谓的形成
土客冲突的双方在不同地点均并不完全相同，例如广西的土客冲突，土方为壮族及当地的汉族人，客方为客家等民系。江西的土客冲突，土方为江西本地人，客方为客家人。而在四邑地区土客大械斗的双方之一的客家人，其原籍普遍来自赣南、闽西、粤东、粤北，使用客家话，有着相同的习俗。作为土客冲突的客方，他们处于少数，因此在土客冲突最激烈的几十年间，即清末土客械斗期间，这些移民到外地的人与原籍地的人相互之间有着强烈的民系认同，最终的结果是这些人普遍接受以客家作为民系通用的名字，这也就代表着客家民系的正式形成。

## 學術研究及報告
中國學界為避免族裔間紛爭，从清末到二十世纪末均未重视土客冲突的研究，至本世紀來才有《被遗忘的战争》等学术作品问世。

## 相關
- 分類械鬥
- 閩粵械鬥
- 泉漳械鬥